# Jørgen Jacobsen (fodboldspiller)
Jørgen Emil Jacobsen (født 14. oktober 1933 i København, død 26. august 2010 i Næstved) var en dansk fodboldspiller.
I sin klubkarriere spillede Jørgen Jacobsen som angriber i B.93. Han var en af klubbens helt store profiler i 1950'erne og 1960'erne, hvor det blev til i alt 293 kampe og 108 mål. Det blev også til tre A-landskampe og et mål 1954-1955. Han spillede på alle den tids fire forskellige DBU-landshold (Y, U, B og A). 
Jørgen Jacobsens bror Finn Jacobsen spillede også for B.93.
Jørgen Jacobsen døde 2010 på en udflugt med pensionistforeningen i Herlev til De fire Svaner i Næstved. Han faldt om med hjertestop og blev fløjet med en helikopter til Rigshospitalet, men var død ved ankomsten. Han boede i Herlev ved sin død. 